# Jacob Swoope
Jacob Swoope (* 9. Oktober 1766 in Philadelphia, Province of Pennsylvania; † 26. März 1832 in Staunton, Virginia) war ein US-amerikanischer Politiker. Zwischen 1809 und 1811 vertrat er den Bundesstaat Virginia im US-Repräsentantenhaus.

## Werdegang
Jacob Swoope besuchte die öffentlichen Schulen seiner Heimat. Im Jahr 1789 zog er nach Staunton in Virginia, wo er im Handel arbeitete. In der Folge bekleidete er einige lokale Ämter in seiner neuen Heimat. 1801 wurde er zum Bürgermeister von Staunton gewählt und drei Jahre später in diesem Amt bestätigt. Er war Mitglied der Föderalistischen Partei.
Bei den Kongresswahlen des Jahres 1808 wurde Swoope im dritten Wahlbezirk von Virginia in das US-Repräsentantenhaus in Washington, D.C. gewählt, wo er am 4. März 1809 die Nachfolge von David Holmes antrat. Da er im Jahr 1810 auf eine erneute Kandidatur verzichtete, konnte er bis zum 3. März 1811 nur eine Legislaturperiode im Kongress absolvieren. Nach dem Ende seiner Zeit im US-Repräsentantenhaus ist Jacob Swoope politisch nicht mehr in Erscheinung getreten. Er starb im Jahr 1832 in Staunton.